# 成蹊大学ラグビー部
成蹊大学体育会ラグビーフットボール部（せいけいだいがくたいいくかいラグビーフットボールぶ）は、関東大学ラグビー対抗戦Aグループに所属する成蹊大学のラグビー（ラグビーユニオン）部である。

## 概要
1923年創部の古豪。1950年、旧制大学で運営されていた伝統の関東大学ラグビー対抗戦グループへの加入を果たした。
2006年度に関東大学ラグビー対抗戦Bグループ を全勝優勝。入替戦では立教大学に13-8で勝ち、2007年度からAグループに初めて昇格した。
2011年度は最下位で入替戦に回り、立教大学に5-25で敗れ、Bグループに降格することが決まった。
しかし、2012年度に関東大学ラグビー対抗戦Bグループ を全勝優勝。入替戦では立教大学に15-7で勝ち、再びAグループ昇格が決まった。

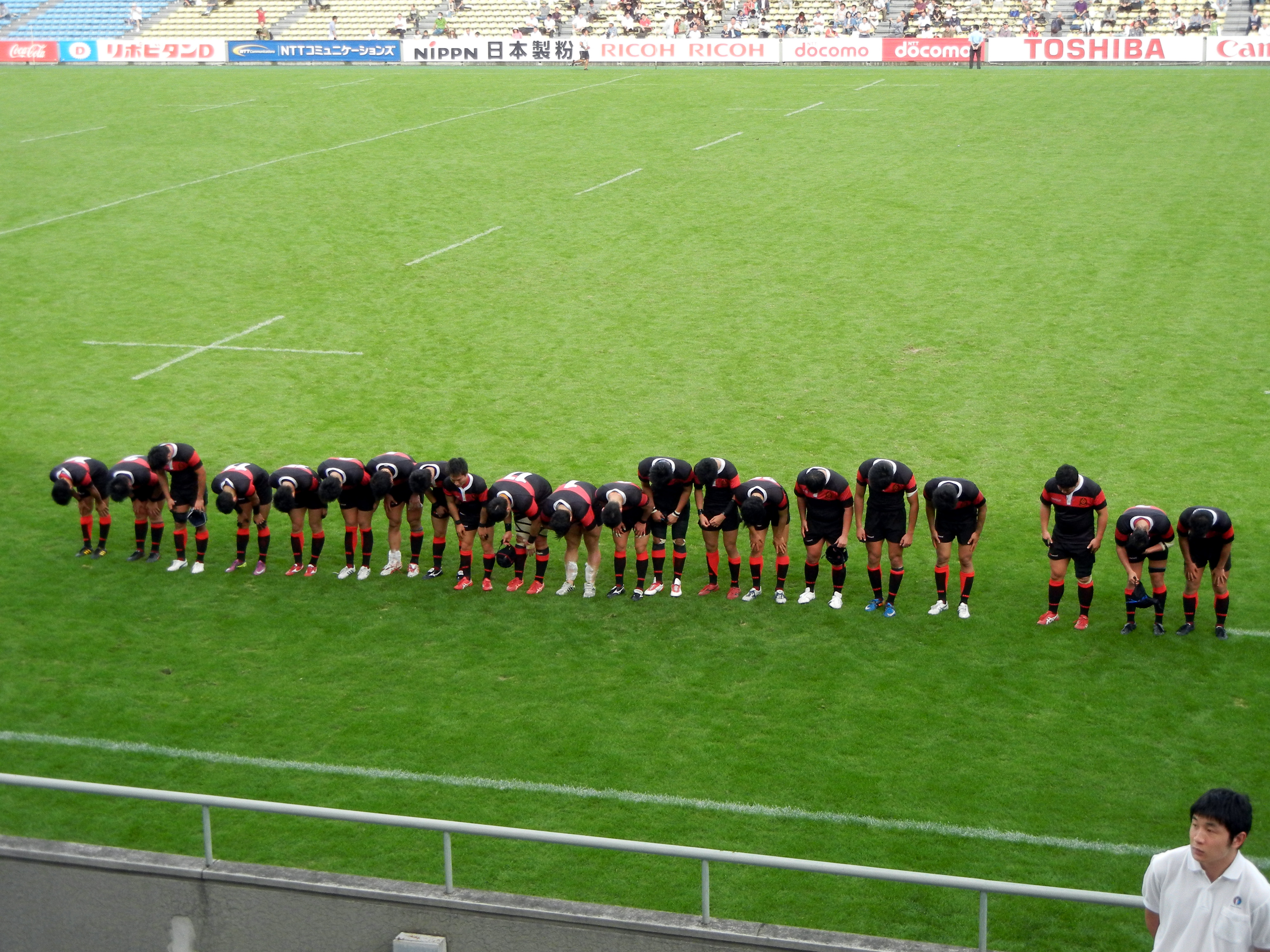
ノーサイド後観客席のファンに挨拶をする成蹊の選手達（2011年10月・帝京大学戦・秩父宮ラグビー場）

翌年2013年度は7位で入替戦に回り、明治学院大学に30-35で敗れ、Bグループに降格することが決まった。
2015年度に関東大学ラグビー対抗戦Bグループを優勝。入替戦では立教大学に45-8で勝ち、Aグループ昇格が決まった。
2019年度は最下位で入替戦に回り、立教大学に21-23で敗れ、Bグループに降格することが決まった。
2020年度に関東大学ラグビー対抗戦Bグループを優勝。ただAグループで中止試合があったため、入替戦は実施されない。
2022年度に関東大学ラグビー対抗戦Bグループを優勝。入替戦では日本体育大学に29-17で勝ち、Aグループ昇格が決まった。
2023年度は最下位で入替戦に回り、日本体育大学に20-27で敗れ、1年でBグループに降格することが決まった。

## タイトル
- 関東大学ラグビー対抗戦Bグループ優勝 : 9回
  - 2003、2004、2005、2006、2012、2015、2020、2021、2022

※年は全て年度。

## 戦績
近年のチームの戦績は以下のとおり。
| 年度 | 所属 | 勝敗   | 順位 | 備考                                     |
| ---- | ---- | ------ | ---- | ---------------------------------------- |
| 2005 | B    | 7勝0敗 | 1位  | 入替戦 24-29 青山学院大学 ※Bグループ残留 |
| 2006 | B    | 7勝0敗 | 1位  | 入替戦 13-8 立教大学 ※Aグループ昇格      |
| 2007 | A    | 1勝6敗 | 7位  | 入替戦 57-7 学習院大学 ※Aグループ残留    |
| 2008 | A    | 1勝6敗 | 7位  | 入替戦 40-7 成城大学 ※Aグループ残留      |
| 2009 | A    | 1勝6敗 | 7位  | 入替戦 31-3 明治学院大学 ※Aグループ残留  |
| 2010 | A    | 2勝5敗 | 6位  |                                          |
| 2011 | A    | 0勝7敗 | 8位  | 入替戦 5-25 立教大学 ※Bグループ降格      |
| 2012 | B    | 7勝0敗 | 1位  | 入替戦 15-7 立教大学 ※Aグループ昇格      |
| 2013 | A    | 1勝6敗 | 7位  | 入替戦 30-35 明治学院大学 ※Bグループ降格 |
| 2014 | B    | 5勝2敗 | 3位  |                                          |
| 2015 | B    | 6勝1敗 | 1位  | 入替戦 45-8 立教大学 ※Aグループ昇格      |
| 2016 | A    | 0勝7敗 | 8位  | 入替戦 29-26 立教大学 ※Aグループ残留     |
| 2017 | A    | 0勝7敗 | 8位  | 入替戦 25-17 立教大学 ※Aグループ残留     |
| 2018 | A    | 0勝7敗 | 8位  | 入替戦 19-12 立教大学 ※Aグループ残留     |
| 2019 | A    | 0勝7敗 | 8位  | 入替戦 21-23 立教大学 ※Bグループ降格     |
| 2020 | B    | 4勝0敗 | 1位  |                                          |
| 2021 | B    | 7勝0敗 | 1位  | 入替戦 5-37 立教大学 ※Bグループ残留      |
| 2022 | B    | 7勝0敗 | 1位  | 入替戦 29-17 日本体育大学 ※Aグループ昇格 |
| 2023 | A    | 0勝7敗 | 8位  | 入替戦 20-27 日本体育大学 ※Bグループ降格 |
| 2024 | B    | 7勝0敗 | 1位  | 入替戦 8-40 日本体育大学 ※Bグループ残留  |

## 主な在籍選手
- 菊本有真（主将、SO/FB / 崇徳高）
- 渡邊有（副将、HO / 関東学院高）

## 在籍した選手
- 藤本健友（CTB、キヤノンイーグルス / 成蹊高）
- 三浦豪（FL、NTTドコモレッドハリケーンズ / 成蹊高）
- 三浦嶺（HO、NTTコミュニケーションズシャイニングアークス / 成蹊高）
- 大芝優泰（CTB/WTB/FB、NTTコミュニケーションズシャイニングアークス / 茗溪学園）
- 石井智亮（PR、近鉄ライナーズ / 生田高）
- 井上雄太（FL、清水建設江東ブルーシャークス / 茗溪学園）

## 所在地
成蹊グラウンド
- 東京都武蔵野市吉祥寺北町3－3－1